# Takako Shimazu
Takako Shimazu (島津 貴子, Shimazu Takako), née le 2 mars 1939 à Tokyo, est la cinquième fille (et cadette de 7 enfants) de l'empereur Shōwa et de l'impératrice Kōjun. Mariée à Hisanaga Shimazu, elle est la sœur cadette de l'empereur émérite Akihito et la tante de l'actuel empereur, Naruhito.

## Biographie
La princesse Takako est née au palais impérial de Tokyo. Pendant son enfance elle porte le titre Takako, princesse de Suga (清宮貴子内親王, Suga no miya Takako Naishinnō).
Comme ses sœurs aînées, elle ne fut pas élevée par ses parents biologiques mais par une succession de dames de cour dans un palais séparé construit pour elle et ses sœurs dans le quartier de Marunouchi à Tokyo. Elle est diplômée de l'école d'aristocrates Gakushūin et a reçu un enseignement de l'anglais par sa tutrice américaine, Elizabeth Gray Vining, durant l'occupation du Japon. Elle est diplômée de littérature anglaise de l'université pour femmes Gakushuin en mars 1957.
Le 3 mars 1960, elle épouse Hisanaga Shimazu (né le 29 mars 1934 à Tokyo), le fils du défunt comte Hisanori Shimazu et (à l'époque) analyste à la banque japonaise pour la coopération internationale. Les deux mariés s'étaient rencontrés grâce à des connaissances à la Gakushūin. Ils partageaient un intérêt commun pour la musique de Pérez Prado.
Après son mariage, la princesse renonça à son statut de membre de la famille impériale et adopta le nom de son mari, en accord avec la loi de la maison impériale de 1947. Décrit par le médias occidentaux de l'époque comme un « commis de banque roturier », le marié était en fait descendant direct du dernier daimyo (gouverneur) du domaine de Satsuma (et donc cousin par sa mère de l'impératrice Kōjun) et avait le rang de comte (hakushaku) d'après le système de pairie du kazoku jusqu'à son abolition en 1947.
En 1963, trois ans après son mariage, elle échappe de justesse à une tentative d'enlèvement. À cause d'une intense couverture médiatique, l'emplacement de la maison du couple était connu de tous, tout comme le montant de sa dot qui était de 500 000$. Un des membres du groupe de malfaiteurs avait contacté la police pour lui dire qu'un enlèvement se préparait.
Shimazu resta pendant trente-ans à la banque, période pendant laquelle il fut affecté temporairement à Washington D.C aux États-Unis et à Sydney en Australie accompagnée de sa femme. Il devint membre du conseil d'administration de Sony après sa retraite de la banque en 1987, fut le directeur exécutif de la fondation Sony pour la formation scientifique de 1994 à 2001 et est actuellement directeur de recherche de l'institut d'ornithologie Yamashina.

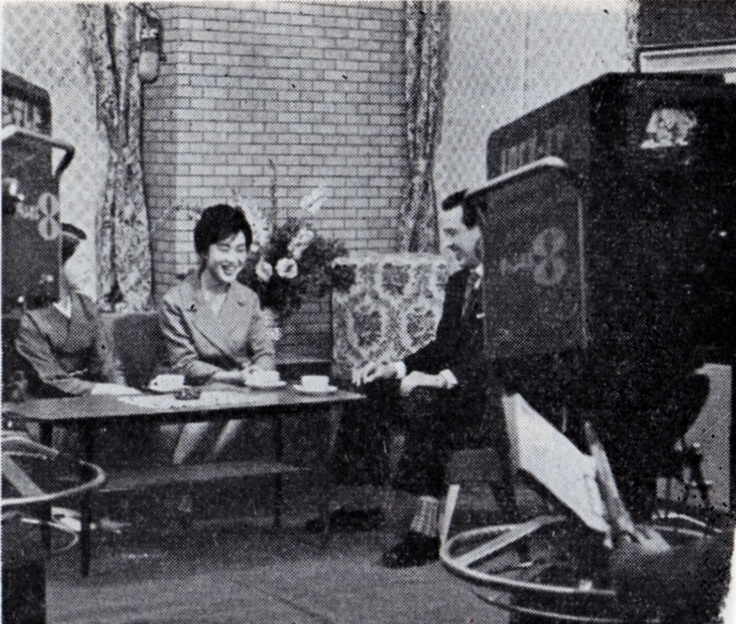
Takako Simadu dans l'émission Star 1001 sur Fuji TV en 1960

L'ancienne princesse fit de nombreuses apparitions à la télévision japonaise pour commenter des évènements mondiaux et fut également membre du conseil d'administration de la chaîne d'hôtels Prince.
Takako et son mari eurent un fils : Yoshihisa Shimazu (né le 5 avril 1962).

## Titres
- 2 mars 1939 - 3 mars 1960: Son Altesse impériale la princesse Suga
- 3 mars 1960 - aujourd'hui: Madame Hisanaga Shimazu

## Honneurs
- : Grand Cordon de l'ordre de la Couronne précieuse

## Source de la traduction
- (en) Cet article est partiellement ou en totalité issu de l’article de Wikipédia en anglais intitulé « Takako Shimazu » (voir la liste des auteurs).